# I. Roger szicíliai gróf
I. Roger (1031 – 1101. június 22.), más néven Bosso vagy Nagyherceg, Szicília normann grófja 1071-től 1101-ig.

## Életútja
Roger Hauteville Tankréd legkisebb fia volt. Anyja, Fredisenda, apja második felesége volt. Dél-Itáliába nem sokkal 1055 után érkezett meg Roger.
Geoffrey Malaterra a Guiscard-fivéreket, Robertet és Rogert a bibliai Józsefhez és Benjáminhoz hasonlítja. Rogerről azt írja: "Szépséges ifjú volt, felséges termetű, kecses alakú, jártas az ékesszólásban és tanácskozáskor megfontolt. Előrelátó volt dolgainak megszervezésében, az emberekkel kellemes és derűs; erős volt és bátor, csatában pedig könyörtelen." Roger fivérével, Roberttel együtt hódította meg Calabriát, és egy 1062-ben megkötött szerződéssel felosztották egymás között a megszerzett terület városait és kastélyait.
Robert úgy döntött, hogy felhasználja Roger különleges képességeit Szicília megszerzésénél. A szigeten ekkoriban a számos muszlim mellett több görög keresztény is élt, alávetetten az arab hercegeknek, akik pedig a tuniszi szultán uralma alatt álltak. 1061 májusában a fivérek átkeltek Reggióból és elfoglalták Messinát. Palermo 1072 januárjában történt elfoglalása után Robert Guiscard, mint fejedelem, kinevezte Rogert Szicília grófjává, de megtartotta magának Palermót, Messina felét és a sziget északkeleti részén (a Val Demonét). Roger csak 1085 után tudott belefogni egy módszeres keresztes hadjáratba: 1086 márciusában Szürakuszai megadta magát, 1090-ben Málta is behódolt. A hódítás Noto 1091-es elestével ért véget. Robert sikereit jórészt Roger támogatásának köszönhette. Hasonlóképp, amikor Roger lett a Hauteville-ek első embere, támogatta unokaöccsét, Roger Borsát az antiochiai Bohemund, Capua, vagy más fölkelők ellen. Amikor Roger Borsa újra segítséget kért nagybátyjától, 1085-ben az ő javára lemondott calabriai kastélyairól, 1091-ben pedig palermói örökségéről. Roger szicíliai uralma Robert Guiscard itáliai uralmánál korlátlanabb volt.

## Családja
Első felesége Judith d’Évreux, második felesége Eremburga di Mortain, harmadik felesége Adelaide del Vasto. Fia Roger Szicília királya, leánya, Felícia Könyves Kálmán magyar király felesége lett.